# Churchland (Carolina del Norte)
Churchland es un área no incorporada ubicada del condado de Davidson  en el estado estadounidense de Carolina del Norte.